# Brežice
Bréžice (izgovarjava [ˈbɾèːʒitsɛ] (), v Brežicah) (nemško Rann [ʁan]) so mesto z nekaj manj kot 7000 prebivalci in središče Občine Brežice. So največje naselje v Posavju po številu prebivalcev (2024) in drugo največje naselje v občini po površini (za Bizeljskim).

## Lega in opis
Mesto leži na Krškem polju, tako da ga na jugu omejuje reka Sava. Zaradi tega spada pod Štajersko tradicionalno pokrajino, saj prav reka Sava ločuje Štajersko pokrajino od Dolenjske. Staro mestno jedro stoji na aluvijalni terasi ob nekdanjem okljuku Save v neposredni bližini sotočja s Krko ob brežiški vratih, kjer se je pobočje Gorjancev približalo reki in tvorilo naravno zaporo starodavni cestni povezavi panonskega in predalpskega sveta. Mestno jedro je strnjeno pozidano ob široki glavni cesti na levem bregu nekdanje struge od Brežiškega gradu proti centru mesta, novi del pa se razvija proti vzhodu na grajski pristavi Hrastinci, proti zahodu pa k sedanji strugi Save v Vrbini. Obsega še predele Trnje na vzhodu, Šentlenart (pri železniški postaji) in Brezina (čez železniško progo) na severu, Marof na jugu ter zaselka Zakot in Črnc na severovzhodu.
Najbližja sosednja mesta so Krško, Kostanjevica na Krki, ter Samobor in Zaprešić na Hrvaškem.

## Zgodovina
Ugodna lega je vplivala na poselitev od pradavnine naprej (najdbe v bližnji okolici), na sejmišču so odkrili keltske grobove iz 2. stoletja pr. n. št., po prihodu Slovanov na to ozemlje pa so ustanovili na levem bregu Save naselbino z imenom Gradišče, v 16. stoletju se je združila z mestno naselbino Civitas Rann, ki je nastala v soseščini. V letu 2007 so ob obnavljanju glavne ulice odkrili arheološke ostanke, ki nam bodo še več povedali o preteklosti.
V 11. stoletju je bila pokrajina med Sotlo in Savo v lasti mejnega grofa Savinjske krajine Viljema. Po njegovi smrti jo je vdova Ema Krška podarila Salzburški nadškofiji, ki jo je obdržala v svoji lasti do konca srednjega veka. Sredi 13. stoletja je upravno središče območja postal brežiški grad, ki so ga zaradi obrambe bližnje meje med nemško in ogrsko državo postavili na levem bregu Save. V listinah je prvič omenjen leta 1249. V spočetka deloma lesenem gradu je bila oborožena posadka.
Okoli gradu, nemško imenovanem Rann (rečni breg) se je razvila mestna naselbina obrtnikov in trgovcev Civitas Rann. Skozenj je držala trgovska pot z Dolenjskega na Štajersko, Hrvaško in Ogrsko. V 13. stoletju je Salzburška nadškofija imela tu kovnico denarja, z njihovimi novci so trgovali tudi na Ogrskem. Mestne pravice je mesto dobilo leta 1353, na čelu mestne uprave je bil mestni sodnik, ki ga je imenoval salzburški nadškof. Opravljal je tudi civilno ter nižje kazensko in krvno sodstvo. Imeli so dva sejma (na binkošti in na lovrencovo), osem dni pred vsakim sejmom je veljal tržni mir. Meščani so imeli pravico ribolova, zato pa so morali z njimi postreči nadškofu in njegovemu spremstvu, kadar je prišel v mesto. Za nakup in celo za uveljavitev dedovanja posesti je moral nemeščan pridobiti soglasje nadškofa.
V vojni med nemškim cesarjem Friderikom III. in Matijo Korvinom, ogrskim kraljem (1479 - 1489) so Ogri zasedli mesto in grad. Po sklenjenem miru je Friderik Brežice obdržal in postale so deželnoknježje mesto. Prejšnje pravice so obdržali, dobili pa so še dva sejma, cesar Ferdinand jim je dovolil lasten brod na Savi. Ob koncu 19. stoletja so imeli v Brežicah devet letnih sejmov.
Velike težave so imeli Brežičani zaradi turških vpadov, čeprav je bilo mesto obzidano in obzidje večkrat popravljano. Leta 1459 so ga Turki na poti iz Bosne, ki je bila takrat v sestavu turškega cesarstva, na Kranjsko izropali in požgali. Ponovno so se pred mestom pojavili 1473, 1475, 1478. Leta 1480 jih je pri Brežicah premagala plemiška vojska pod vodstvom Jurija Schaumburga, a so se leta 1493 vrnili. Zadnjič so ropali okoli Brežic leta 1529, ko so se vračali iz neuspelega obleganja cesarske prestolnice Dunaja.
Tudi uporni kmetje Brežicam niso bili naklonjeni. Leta 1515 je 9000 kmetov napadlo in zažgalo grad, v njem so pobili vse plemiče, ki so se tja zatekli, tudi vrsto hrvaških. Leta 1573 je obnovljeni grad kljuboval kmetom pod vodstvom Ilije Gregoriča.
Kuga je morila v Brežicah petkrat (1358, 1529, 1625, 1646, 1652), najhuje je bilo v 17. stoletju. Leta 1781 je v hudih poplavah Sava menjala tok in odnesla vas Zasavje, ki se je nahajala na rečnem otoku zahodno od mesta.
Leta 1660 so zgradili frančiškanski samostan. V njem so imeli šolo od leta 1668 do leta 1774, do 1780 je bil pouk v hiši barona Moscona, od takrat naprej pa v župnišču do 1820. Šolsko poslopje so zgradili 1825. Samostan je bil v hudem potresu, ki je 29. januarja 1917 močno poškodoval mesto, delno porušen, samostansko cerkev svetega Antona Padovanskega so med drugo svetovno vojno porušili Nemci. V sedanji po vojni zgrajeni stavbi domuje od leta 1945 gimnazija.
Nemški del prebivalcev Brežic si je v drugi polovici 19. stol. prizadeval za načrtno germanizacijo. Ustanovili so svojo mestno hranilnico. Pouk v šoli je bil v nemščini in slovenščini do 1896, ko so Nemci dosegli ustanovitev nemške in dvojezične šole. Leta 1912 je Schulverein zgradil nemško šolo, v stavbi je bila od 1921 do začetka druge svetovne vojne meščanska šola. Slovenci so 1890 ustanovili Čitalnico, ustanovili so posojilnico in leta 1904 odprli Narodni dom, kjer so imeli svoje prostore Čitalnica, knjižnica, politično društvo Sava in brežiški Sokol. Za širjenje narodne zavesti so si prizadevali mnogi meščani, a so Brežice do konca prve svetovne vojne ohranile pretežno nemško podobo. Nemci so leta 1909 nasproti Narodnemu domu odprli Nemški dom (»Deutsches Haus«). Po napadu na zborovalce Cirilmetodove družbe na Ptuju leta 1908 so se razmere zaostrile tudi v Brežicah, meščani slovenskega in nemškega porekla so prenehali občevati med seboj.
Bolnišnico imajo Brežice od leta 1872, sedanje poslopje je bilo postavljeno 1889, začetek lekarništva pa sega v 17. stoletje.
Med drugo svetovno vojno so bile Brežice najjužnejše mesto celotnega Tretjega rajha. Leta 1941 so iz Brežic nasilno izselili nad 500 Slovencev in v njihovih domovih nastanili Kočevarje. Ves čas vojne je bil v Brežicah sedež Gestapa za Posavje in Obsotelsko. O tem času priča več spomenikov in spominskih plošč, v parku ob Bizeljski cesti so leta 1972 odkrili spomenik kmečkim uporom, NOB in revoluciji, delo kiparja Stojana Batiča. Po drugi svetovni vojni se je velik del Nemcev izselil iz Brežic.
Industrija se je v Brežicah razvijala po drugi svetovni vojni. Primer je podjetje Vino Brežice, ki je nastalo takoj po drugi svetovni vojni. Danes imajo v gradu grajsko klet, ki je namenjena shranjevanju vina in turistični dejavnosti. Precej delovnih mest je omogočala tudi Tovarna pohištva Brežice.

## Izobrazba
V mestu ima sedež več šol (osnovna šola, gimnazija, srednja ekonomska in trgovska šola, Strokovno izobraževalni center Brežice (s srednjo in višjo strokovno šolo), glasbena šola in Fakulteta za turizem Univerze v Mariboru).

## Ljudje, povezani z Brežicami
- Jure Godler - televizijska osebnost
- Klemen Slakonja - televizijska osebnost
- Jure Rovan - atlet (skok s palico)
- Dejan Kelhar - nogometaš
- Gorazd Škof - rokometaš
- Majda Arh - pevka
- Albin Bregar - nabožni pisatelj frančiškan
- Jurij iz Brežic - bogoslovni pisatelj, avtor slovanskih tekstov v glagolici in cirilici
- Slavko Cerjak - filmski in gledališki igralec
- Josip Cholewa - primarij brežiške bolnišnice, ki je postavil onkološki laboratorij in kasneje v Ljubljani temelje Onkološkega inštituta
- Rebeka Dremelj - pevka in miss Slovenije
- Nuša Derenda - pevka
- Vanda Gerlovič - operna pevka
- Boris Gregorka - gimnastičar, olimpionik, športni sodnik in trener
- Jasmina Jamnik - novinarka,voditeljica
- Vera Horvat - slikarka
- Primož Kozmus - atlet (metalec kladiva), olimpijski in svetovni prvak
- Jože Krošl - pedagoški delavec
- Anton Krošl - zgodovinar, pedagog, pisatelj, začetnik slovenskega izobraževanja na daljavo
- Franc Kruljc - pisec
- Dušan Kuščer - geolog
- Boris Lipužič - geograf
- Saša Lozar - hrvaški pevec
- Janez Mencinger - pisatelj in odvetnik (v Brežicah od 1864 do 1871)
- Avgust Munda - pravnik
- Leopold Poljanec - prirodoslovec
- Ljudmila Poljanec - pesnica
- Karel Pribil - pedagoški pisatelj in prevajalec
- Marijan Majo Prosen - astronom
- Radovan Razlag - mladoslovenski politik, pesnik in pravnik
- Željko Ražnatović - srbski paravojaški vojskovodja
- Matej Recer - filmski in gledališki igralec
- Gustave Satter - skladatelj in pianist
- Marjan Sidaritsch - agrarni geograf
- Boris Sikošek - geolog
- Gvidon Srebre - prvi brežiški župan
- Rudolf Stermecki - trgovec
- Franjo Stiplovšek - slikar in grafik, prvi direktor Posavskega muzeja
- Marcel Štefančič - filmski kritik, televizijski voditelj
- Milena Šoukal - pesnica
- Viktor Tiller - strokovni publicist
- Andrej Urek - duhovnik
- Andrej Vizjak - župan, poslanec in minister
- Antun Vramec - hrvaški duhovnik in pis
- ec, župnik v Brežicah, glavno delo Kronika vezda znovič spravljena kratka slovenskim jezikom po D. Antolu Pope Vramece, kanoniku Zagrebečkom
- Jaka Žorga - napredni politik
- Brigita Šuler - slovenska profesorica glasbe in pevka zabavne glasbe
- Apolonija Simon - akademska slikarka
- Matjaž Žbontar - režiser

## Znamenitosti
- grad Brežice z največjo viteško dvorano v Sloveniji in Posavskim muzejem
- cerkev sv. Lovrenca
- cerkev sv. Roka
- cerkev sv. Lenarta
- nemška hiša
- Vodovodni stolp Brežice z muzejem in razglediščem
- dvojni železni most čez Savo in Krko

## Prireditve
- Brežice moje mesto
- Festival Brežice

## Pobratena mesta
- Dobřany, Češka